# Ruttenia
Ruttenia es un género de foraminífero bentónico considerado homónimo posterior de Ruttenia Rodhain, 1924, y sustituido por Pijpersia de la familia Glabratellidae, de la superfamilia Glabratelloidea, del suborden Rotaliina y del orden Rotaliida. Su especie tipo era Bonairea coronaeformis. Su rango cronoestratigráfico abarcaba desde el Luteciense (Eoceno medio) hasta el Priaboniense (Eoceno superior).

## Clasificación
Ruttenia incluye a la siguiente especie:
- Ruttenia coronaeformis †